# Прва импресионистичка изложба
Први импресионистички салон или Прва импресионистичка изложба (фр. Première exposition des peintres impressionnistes), је била изложба коју је организовало Друштво анонимних сликара, вајара и уметника графике (фр. Société anonyme des artistes peintres, sculpteurs et graveurs), група уметника из 19. века чија су дела били одбијени да буду изложена од стране званичног Париског салона (или Француски салон, познат и као Салон). Изложба је одржана у априлу 1874. године у Париз, у просторијама на адреси Булевар де Капусин број 35 (фр. 35 Boulevard des Capucines), у атељеу познатог француског фотографа, карикатуристе, новинара и књижевника Феликса Надара.

## Историја
Средином 19. века у Француској, уметници су зависили од јавних изложби како би се повезали са меценама спремним да купе њихова уметничка дела. Најпрестижнија изложба био је Париски салон. Од најранијих Париских салона у 17. веку до Француске револуције 1789. године, само је члановима Краљевска академија сликарства и вајарства (фр. Académie royale de peinture et de sculpture) било дозвољено да излажу. Након револуције и укидања Краљевске академије 1791. године, дозвољено је и уметницима који нису били чланови да излажу на Салону. Са изузетком кратког периода након Француске револуције 1848. године, уметничка дела изложена на Салону бирао је жири састављен од чланова Академије лепих уметности (фр. Académie des Beaux-Arts). Пријем уметничких дела на Салон било је од кључне важности за уметнике, јер је одлука жирија утицала на перцепцију јавности о уметничким делима. Постојала је већа вероватноћа да ће слике прихваћене на Салону бити продате, док је публика често одбијала да купи одбијена дела. Мецене би понекад чак и вратиле претходно купљене слике уколико би их жири одбио. Уметници чија су дела била одбијена често су се жалили на корупцију и неправедност. Неслагања уметника са званичним стандардима Салона и Академије лепих уметности довела су до тога да уметници траже алтернативна места за промовисање своје уметности. Салон из 1863. године био је посебно контроверзан међу уметницима. Уведено је ново правило које је ограничило уметнике на по три дела.
 Жири је такође био строжи него претходних година, одбивши три петине свих пријављених радова. Чак и уметници који су редовно били прихватани, тада су одбијени тако да Луј Мартине (фр. Louis Martinet), који је у својој галерији претходно излагао дела одбијена на Салону, није имао више простора да угости све одбијене уметнике. Сазнавши за контроверзу, цар Наполеон III Бонапарта посетио је Палату индустрије (фр. Palais de l'Industrie, где је Салон требало да се одржи, и консултовао се са председником жирија. Два дана касније, објављено је да ће се одржати други, изборни Салон, Салон одбијених (фр. Salon des Refusés), како би се изложила одбијена дела. Уметничко дело које је привукло највише посетилаца на Салону одбијених била је слика Доручак на трави (фр. Le Déjeuner sur l'herbe) Едуара Манеа. Мане ју је насликао посебно за Салон и надао се да ће му донети успех. Када је одбијена, Мане је одлучио да је изложи на Салону одбијених у нади да ће се публика сврстати на његову страну против жирија и доказати да жири није био у праву. Слика се показала контроверзном међу критичарима. Многи критичари су је нападали због непристојности теме. Мане је такође био широко критикован због своје сликарске технике, коју су неки критичари сматрали неуредном. Упркос овим критикама, други критичари су хвалили његову технику, описујући је као „свежу“ и „живахну“. Скандал који је окруживао Едуара Манеа и Салон одбијених довео је неколико млађих уметника у његов друштвени круг. Мане је био чест посетилац Кафеа Гербоа (фр. Café Guerbois), који је био место окупљања и дискусија крајем 19. века, међу уметницима, писцима, боемима и љубитељима уметности у Паризу. Тамо се редовно састајао са многим својим поштоваоцима, пријатељима и колегама уметницима. Неки од уметника који су редовно посећивали кафе били су: Клод Моне, Пјер Огист Реноар, Фредерик Базиј, Едгар Дега, Камиј Писаро и Пол Сезан, док су Емил Зола и Едмон Метр (фр. Louis Edmond Maître) такође били повремени посетиоци. Чувени фотограф Гаспар Феликс Турнашон, познатији по псеудониму Надар, такође је понекад посећивао кафе. Уметници који су посећивали Кафе Гербоа називали су себе Батињолском групом. Одабрали су да себе називају „групом“, а не „школом“, јер су, иако су сви презирали „званичну уметност“, тражили сопствене уметничке правце. Чланови Батињолске групе имали су различита мишљења о Салону. Мане и Реноар су веровали да им Салон пружа најбољу прилику за стицање признања. Сезан је, с друге стране, сматрао да би увек требало да пријављују своје најпровокативније слике на Салон, као провокацију упућену устаљеним обичајима. Упркос различитим ставовима, чланови Батињолске групе редовно су пријављивали своја дела на тај годишњи Салон и сви чланови групе, осим Сезана, били су прихваћени на Салону барем једном.

### Изложба импресиониста
Клод Моне и Фредерик Базиј први пут су 1867. године предложили да Батињолска група организује сопствену изложбу, о сопственом трошку. Група тада није била у могућности да одржи изложбу због недостатка средстава. Након Салона из 1873. и Уметничке изложбе одбијених дела, практично другог Салона, Салона одбијених, Моне је поново предложио да група одржи сопствену изложбу. Базиј, који је у међувремену погинуо у Француско-пруском рату 1870. године, није доживео да учествује на изложби коју су он и Моне једном замислили. Едгар Дега је изразио забринутост да би, уколико би се изложба састојала само од чланова њихове групе, публика и критичари могли да је сматрају делом одбијених уметника, те је предложио да позову и уметнике изван групе, као и оне који су већ имали успеха на Салону. Међутим како су се учесници изложбе обавезали да неће слати никаква дела на Салон, првобитни план да се укључе старији уметници попут Короа, Курбеа и Добињија је од тада напуштен. Само је Буден, као припадник старије генерације, учествовао на групној изложби. Међутим, Дега је ипак покушао да привуче друге уметнике који су редовно учествовали и били успешни на Салону у Паризу. Тако је успео да убеди свог пријатеља, италијанског сликара Ђузепеа Де Нитиса да учествује на изложби. Остали оснивачи, као и новинар Пол Алексис, имали су мање поштовања према италијанском сликару и сматрали су да би позивање аутсајдера променило карактер изложбе. Дега је такође покушао да убеди лондонске сликаре Алфонса Легроа и Џејмса Тисоа да учествују, али није успео. Други, попут ликовног критичара Теодора Диреа, покушали су да обесхрабре сликаре од учешћа. Дире је писао Писарoу у фебруару 1874: „Ваше име је познато уметницима, критичарима и одређеној публици. Међутим, морате ићи корак даље и допрети до шире јавности. То нећете постићи посебним изложбама.“ Дире је указао на велики број посетилаца који се очекивали на Салону у Паризу, укључујући бројне трговце уметнинама, колекционаре и критичаре. Ипак, Писаро је остао посвећен учешћу на групној изложби и био је један од Монетових важних присталица. Пјер-Огист Реноар подржао је Дегаов план да се позову и други уметници, пошто би већи број учесника значио и мање трошкове за сваког појединачног уметника па су се и остали тада сложили са Дегаовим планом. Неки чланови групе супротставили су се Сезановом учешћу на изложби, међутим, прихватили су га након што је Моне подржао његово учешће али Едуар Мане на крају ипак није учествовао на изложби. Једном приликом Мане је рекао осталима да је разлог то што никада не би учествовао на изложби заједно са Сезаном, али његов главни разлог лежао је у уверењу да се до успеха може доћи једино успехом на Салону. За локацију групне изложбе, Мане је предложио атеље фотографа Феликса Надара, који је понекад изнајмљиван за концерте или предавања. Надар је недавно напустио тај атеље и преселио се у већи, тако да је простор био на располагању групи. Надаров атеље се налазио на другом спрату зграде. Степениште је водило до низа великих просторија на два нивоа, које су добијале светлост кроз велике прозоре. Иако је Надар преферирао традиционалније уметничке стилове, саосећао је са антиестаблишментским ставом групе. Према Монеовим речима, Надар је дозволио групи да бесплатно користи његов атеље. На Писаров предлог, група је основала акционарско друштво. Статут је потписан 27. децембра 1873. године. Првобитни потписници статута били су: Моне, Реноар, Сисли, Дега, Берта Моризо, Писаро, Белијар, Гијомен, Лепик, Леополд Левер и Руар. Што се тиче имена групе, Реноар и Дега желели су неутралан назив који се не би повезивао са одређеним стилом нити сугерисао нову уметничку „школу“. Дега је предложио да се група назове према месту одржавања изложбе на булевару Капуцина (фр. La Capucine, срп. Драгољуб), са овим цветом као логом. На крају, чланови групе су се одлучили за назив Друштво анонимних сликара, вајара и уметника графике. Прва изложба (фр. Première exposition) Друштва отворена је 15. априла 1874. године. Одабрали су да изложбу отворе две недеље пре Салона 1874. године, у нади да ће јавности нагласити да то није још један Салон одбијених. Изложба је била отворена месец дана, од десет ујутру до шест увече. Такође је била отворена и у вечерњем термину од осам до десет. Улазница је коштала један франак, а каталог се продавао за педесет сантима. Током целог свог трајања, изложба је имала укупно око 3.500 посетилаца. То је било знатно мање од Салона 1874. године, који је забележио око 400.000 посетилаца. Највећи део медијске пажње изложба је добила од левичарских и републиканских публикација. Већина конзервативне штампе одлучила је да не пружи простор онима који су се противили званичној уметничкој политици.  Прва импресионистичка изложба била је комерцијални неуспех. Приходи од улазница, продаје каталога, провизија од продатих слика и слично износили су укупно 10.221,50 франака. Трошкови за закуп простора, декорацију, осигурање, зараде и друго износили су 9.272,20 франака. Преосталих 949,20 франака додато је на 2.359,50 франака из неизмирених удела. У децембру 1874. године, Реноар је сазвао састанак на којем је саопштио да, након исплате свих дугова, Друштво анонимних сликара, вајара и уметника графике и даље дугује преко 3.700 франака, а преостало је свега око 278 франака. Сви чланови и даље су дуговали око 185 франака појединачно. Друштво је затим ликвидирано, а члановима који су већ уплатили чланарину за наредну годину новац је враћен.

### Одјек Прве импресионистичке изложбе у јавности и критици
Прва импресионистичка изложба изазвала је снажан одјек у париској јавности и привукла пажњу бројних критичара, али је углавном била дочекана са подсмехом и оштрим критикама. Конзервативни део публике и већина академских критичара сматрали су представљена дела незавршеним, неозбиљним или чак вулгарним, јер су им се оштри, видљиви трагови четкице и нагласак на тренутном утиску чинили супротним академским канонима.  Дана 25. априла 1874. године, сатирични часопис Ле Шаривари (фр. Le Charivari, срп. Галамџија), објавио је критику Луј Леруа (фр. Louis Leroy) под насловом Изложба импресиониста (фр. Exposition des impressionnistes). Он је у чланку исмевао приказана дела, назвавши изложбу Изложба импресиониста, алудирајући на слику Клода Монеа Импресија, рађање сунца (фр. Impression, soleil levant). Моне је одлучио да своју слику назове Импресија након што се Едмон Реноар (фр. Edmond Renoir), брат Пјера-Огиста Реноара и уредник каталога изложбе, пожалио да су наслови његових слика превише монотони. Иронија је да је овај текст довео до тога да термин импресионизам постане идентификациона одредница овог уметничког правца. Сатирична критика написана је у форми дијалога између Леруа и измишљеног академског сликара пејзажа по имену Жозеф Венсан. У приказу, док Леруа води Венсана кроз изложбу, Венсан је шокиран и згрожен стилом слика. Леруа невољно брани сваку слику, говорећи да, иако нису верни прикази, оне пружају импресију онога што би требало да представљају. Венсан се непрестано подсмева Леруовој употреби речи импресија и почиње да уметнике заједно назива импресионистима. Када Венсан коначно стигне до Сезанове слике Модерна Олимпија, призор га доводи до лудила и он почиње да халуцинира како слике разговарају са њим. Леруов чланак је заправо био подједнако пародија на реакције конзервативних академских сликара на импресионисте, колико и исмевање самих импресиониста. Рецензија Луја Леруа била је прва употреба термина импресионисти, назива који ће се касније користити за уметнике који су сликали у том стилу. Познати карикатуриста тог времена Шам је приказао посетиоце испред радова на изложбе у свом преувеличаном цртежу са натписом Импресионистичко сликарство. Револуција у сликарству која почиње да шири терор. Осврћући се две године касније на изложбу, Жил Кларети се изразио слично на негативан начин као и Леру:
| „ | Видели смо изложбу тих импресиониста на Булевару Капуцина код Надара. Моне, Писаро, госпођица Моризо и други, изгледа да су објавили рат лепоти. | ” |

 Међутим од педесет критика, само седам је било негативно. Ернест д'Ервили је два дана након отварања написао о изложби:
| „ | Може се само подржати овај смели пројекат, који су одавно препоручили сви критичари и љубитељи уметности. | ” |

 Жил-Антоан Кастањари је такође похвалио сликаре:
| „ | Овде је таленат, чак много талента. Ови млади сликари схватају природу на начин који није ни досадан ни баналан, већ живописан, оштар, жив, једноставно очаравајући. Какво брзо схватање мотива, какав диван стил сликања. Додуше, сажет је, али зато је све тачно назначено! | ” |

 Укупно гледано, изложба је и упркос финансијском неуспеху (продато је свега неколико слика) имала далекосежне последице: први пут је уметничка група организовано иступила против званичног Салона и успела да изазове дискусију која ће отворити врата за модерне правце сликарства у Европи. Овом изложбом почео је процес уметничке еманципације од академских институција, што ће обликовати не само француску, већ и европску уметност касног XIX и почетка XX века.

## Учесници и значајна дела Прве импресионистичке изложбе
Прва импресионистичка изложба окупила је 30 уметника, од којих су многи данас препознати као централне фигуре импресионизма. Међу најзначајнијим учесницима били су: Клод Моне, Едгар Дега, Пјер-Огист Реноар, Берта Моризо, Алфред Сисли и Камиj Писаро, који су сваки својим радом допринели дефинисању новог сликарског правца. Клод Моне је на изложби представио једно од својих најпознатијих дела Импресија, рађање сунца, које је постало симбол покрета и дало му име. Ово платно приказује луку Авр у магли јутарњег светла. Насликана је брзим и слободним потезима четкице пружајући свежину и спонтаност коју традиционална сликарска техника није познавала. Едгар Дега излагао је радове попут Час балета (фр. La Classe de danse, 1874), у којем је истраживао кретање и тренутак, користећи необичне углове и асиметричне композиције инспирисане фотографијом, што је било сасвим ново за академску публику тог времена. Берта Моризо, једна од ретких жена, учесница изложбе, представила је слике попут Колевка (фр. Le Berceau), у којима је приказала интимне сцене из буржоаског живота, наглашавајући промену светлости и атмосфере, чиме је потврдила равноправно место жена у овом новом сликарском правцу. Кроз радове ових уметника изложба је јасно демонстрирала кључне карактеристике импресионизма: сликање на отвореном (пленер), истраживање промене светлости у току дана, интересовање за свакодневицу и одбацивање академских правила сликарства. Едуар Мане, иако је био близак многим члановима групе (Моне, Дега, Реноар, Сисле), одбио је позив да излаже са њима јер је и даље желео да излаже на Париском салону, званичној, академски признатој изложби. Сматрао је да би учешће на незваничној изложби могло да му нашкоди у угледу код критике и јавности. Уместо тога, Мане је 1876. организовао сопствену изложбу у свом атељеу, након што су му две слике одбијене на Салону 1875. године. Према оригиналном каталогу изложбе наведено је тридесет уметника који су учествовали на Првој импресионистичкој изложби:
- Захари Астрик (фр. Zacharie Astruc; 23. фебруар 1833 — 24. мај 1907), био је француски вајар, сликар, песник и ликовни критичар.[31].
- Антоан-Фердинан Атандју (фр. Antoine-Ferdinand Attendu; 25. април 1845 — 14. марта 1917),  био је француски сликар.[32]
- Едуар Белијар (фр. Édouard Béliard), рођен као Едмон-Жозеф Белијар (фр. Edmond-Joseph Béliard; 24. новембар 1832 — 28. новембар 1912), био је француски сликар импресиониста.[33]
- Ежен Буден
- Феликс Бракмон (фр. Félix Bracquemond; 22. мај 1833 — 29. октобар 1914), био је француски сликар, бакрописац и графички уметник.[34]
- Жак Емил Едуар Брандон (фр. Jacques Émile Édouard Brandon; 3. јул 1831 — 20. мај 1897) био је француски уметник познат посебно по својим сликама јеврејске тематике.[35]
- Пјер-Изидор Биро (фр. Pierre-Isidore Bureau; 28. фебруар 1822 — 8. јун 1876), био је француски графички уметник и сликар.[36]Колевка (фр. Le Berceau), Берта Моризо, уље на платну, 1872. година
- Адолф-Феликс Калс (фр. Adolphe-Félix Cals; 17. октобар 1810 — 3. октобар 1880), био је француски портретиста, жанровски и пејзажни сликар.[37]
- Пол Сезан
- Гистав-Анри Колен (фр. Gustave-Henri Colin; 11. јул 1828 — 28. децембар 1910), био је француски импресионистички сликар.[38]
- Луј Дебра (фр. Louis Jules Achille Debras; 3. октобар 1819 — 1. фебруар 1899), био је француски портретиста и жанровски сликар. Учествовао је на Првој импресионистичкој изложби, али је сликао у реалистичком стилу. Између 1853. и 1866. излагао је на Париском салону.[39]
- Едгар Дега
- Арман Гијомен (фр. Armand Guillaumin; 16. фебруар 1841 — 26. јун 1927), био је француски импресионистички сликар и литограф.[40]
- Луј Латуш (фр. Louis Latouche; 20. септембар 1829 — 24. август 1883). био је француски сликар, трговац пигментима, урамљивач и трговац уметнинама, познат као један од најранијих заступника импресионизма.[41]
- Лудовик-Наполеон Лепик (фр. Ludovic-Napoléon Lepic; 17. децембар 1839 — 27. октобар 1889), био је француски уметник, археолог и мецена уметности.[42]Проба балета на позорници (фр. Répétition d'un ballet sur la scène), Едгар Дега, уље на платну, 1874. година
- Станислас Лепин (фр. Stanislas Victor Edouard Lépine; 3. октобар 1835 — 28. септембар 1892), био је француски сликар који се специјализовао за пејзаже, посебно за пејзаже Сене.[43]
- Леополд Левер (фр. Jean-Baptiste Léopold Levert; 11. октобар 1819 — 24. јул 1882) је био француски пејзажиста, графички уметник и дизајнер.[44]
- Алфред-Бернард Мејер (фр. Alfred-Bernard Meyer; 22. јула 1832 — 2. маја 1904), био је француски сликар, емајлер акварелиста и керамичар. Позван је да се придружи импресионистима на њиховој Првој изложби међутим, није пратио импресионистички покрет, задржавајући свој стил, понекад веома класичан за слике, али веома оригиналан у делима декоративне уметности.[45]
- Огист де Молен (фр. Auguste de Molins; 6. мај 1821 — 28. јун 1890), био је швајцарски сликар мотива са животињама.  Иако се његов стил знатно разликовао од импресионистичког, излагао је заједно са импресионистима почев од 1872. године.[46]
- Клод Моне
- Берта Моризо
- Емилијен Мило-Дјуриваж (фр. Émilien Mulot-Durivage; 8. март 1838 — 11. септембар 1920), био је француски уметник и пејзажиста који се сматра импресионистом.[47]
- Ђузепе де Нитис (итал. Giuseppe De Nittis; 25. фебруар 1846 — 21. август 1884), је био један од најзначајнијих италијанских сликара 19. века, чији рад спаја стилове салонске уметности и импресионизма.[48]
- Огист-Луј-Мари Отен (фр. Auguste-Louis-Marie Ottin; 11. новембра 1811 — 9. децембра 1890), био је француски академски вајар и добитник одликовања Легије части.[49]
- Леон-Огист Отен (фр. Léon-Auguste Ottin; 30. октобра 1836 — 6. јуна 1918), био је сликар, уметник витража и син вајара Огист-Луј-Мари Отена.[50]
- Камиј Писаро
- Пјер Огист Реноар
- Луј Леополд Робер (фр. Louis Léopold Robert; 13. маја 1794 — 20. марта 1835), био је швајцарски романтични сликар. На почетку каријере радио је и као графички уметник. Сликао је портрете, жанровске слике и идеализоване народне сцене из разних региона Италије. Имао је метеорским успоном до највиших европских аристократских кругова, кој је засенио његов конвенционалнији рад.[51]
- Анри Руард (фр. Henri Rouart; 2. октобар 1833 — 2. јануар 1912), је био француски инжењер, индустријалац, колекционар уметничких дела и сликар.[52]
- Алфред Сисли

Поред тридест уметника наведених у званичном каталогу, постоје подаци да је излагао још један уметник, Грофица де Лишер (фр. Comtesse de Luchaire), која је изложила једну своју слику Поручник копљаника (фр. Lieutenant de lanciers). Ликовни критичар Марк де Монтифо (фр. Marc de Montifaud) у свом извештају о изложби у париском недељном илустрованом часопсу Л'Артист (фр. L’Artiste, срп. Уметник), од 1. мај 1874. године, помиње дело Поручник копљаника које је потписала грофица од Лишера, што потврђује њено фактичко учешће „ван каталога“. Њен идентитет није поуздано утврђен у стандардној научној литератури. Постоји хипотеза да је то била Елен Викторин Шарлот де Саиге д’Амарзи д’Еспањак (фр. Hélène-Victorine-Charlotte de Sahuguet d’Amarzit d’Espagnac), рођена 1841. у Паризу, удата за сликара Шарл-Огист Дурана (фр. Charles-Auguste Durand), познатог и као Дуран де Невил (фр. Durand de Neuville), што би могло објаснити тему њене слике на изложби (Поручник копљаника) као и везе са уметничким круговима. Ову идентификацију предлажу независни истраживачи са документарним прилозима као и референцама на матичне књиге и сведочанства, али за сада то остаје хипотеза, не и општеприхваћен закључак у академским изворима.

## Дугорочни значај Прве импресионистичке изложбе
Иако је Прва импресионистичка изложба у тренутку одржавања доживела финансијски и критички неуспех, њен дугорочни утицај на историју уметности био је изузетан. Изложба је представљала први организовани наступ групе која се свесно одвојила од академских институција, поставивши темеље модерне уметничке праксе у којој је појединачни уметнички израз важнији од прихваћених канона. Иако су се изложени радови суочили с подсмехом и неприхватањем већине савремених критичара и публике, изложба је омогућила да се први пут афирмише нови уметнички приступ заснован на директном посматрању природе, променљивости светлости и тренутним утисцима. Импресионисти су отворили пут за касније авангардне правце, као што су постимпресионизам, фовизам и кубизам, јер су радикално променили схватање улоге боје, светлости и композиције у сликарству. Њихов нагласак на индивидуалној перцепцији света довео је до тога да се сликарство ослободи наратива и симболике коју је наметала академска традиција, чиме је почела ера модерне уметности. Такав храбар приступ уметника, да одбаце академска правила и организују сопствену изложбу изван институционалних оквира отворила је врата даљој еманципацији уметности, постављајући основе за настанак модернизма. Термин импресионизам, настао из ироније Луја Лероа, постао је синоним за револуционарни правац који је трајно изменио ток сликарства. Штавише, Прва импресионистичка изложба променила је и сам систем изложби: уметници су показали да могу самостално организовати догађаје и директно се повезивати са публиком, чиме је настао нови модел уметничког тржишта који ће обележити XX век. Захваљујући смелости уметника који су учествовали на овој изложби, импресионизам је временом постао признат као један од најважнијих праваца у историји уметности и синоним за револуцију у погледу уметничког израза и слободе стваралаштва. Дугорочни значај Прве импресионистичке изложбе огледа се не само у стилским иновацијама, већ и у успостављању новог модела односа између уметника, публике и уметничког тржишта, чиме је ова изложба остала један од најзначајнијих догађаја у историји ликовне уметности.

## Галерија
- Кинески дарови (Лондон) (фр. Les Présents chinois (Londres)), Захари Астрик, акварел, 1874. година
- Обала Портријеа, Кот-д’Нор (фр. La côte de Portrieux, Côtes-du-Nord), Ежен Буден, уље на платну, 1874. година
- Портрет господина Едвардса (фр. Portrait de M. Edwards), Феликс Бракмон, графика – бакропис, 1872. година
- Савремена Олимпија (фр. Une moderne Olympia), Пол Сезан, уље на платну, између 1873. и 1874. године
- Трка коња на селу (фр. Aux courses en province), Едгар Дега, уље на платну, 1869. година
- Залазак сунца у Иврију (фр. Aux courses en province), Арман Гијомен, уље на платну, 1869. година
- Цезар, портрет пса (фр. César, Portrait de chien), Лудовик-Наполеон Лепик, графика – бакропис, 1870. година
- Ложа (фр. La Loge), Пјер Огист Реноар, уље на платну, 1874. година
- Макови код Аржантеја (фр. Coquelicots, près d’Argenteuil), Клод Моне, уље на платну, 1873. година
- Биста Енгра (фр. Buste de Ingresl), Огист-Луј-Мари Отен, биста, мермер, 1840. година